# Classics (альбом Aphex Twin)
Classics (с англ. — «классика») — сборник музыки электронного музыканта и продюсера Ричарда Д. Джеймса, выпущенный под псевдонимом Aphex Twin 30 января 1995 года на лейбле R&S Records.На сборнике собраны ранние записи Ричарда, среди них EP Analogue Bubblebath , Digeridoo и Xylem Tube. Переиздание сборника вышло 2 июня 2008 года. Обложкой переиздания является обложка альбома Selected Ambient Works 85–92 , на которой белый и чёрный цвет поменяли местами

## Фон
Первым релизом Джеймса стал 12-дюймовый EP Analogue Bubblebath 1991 года на Mighty Force Records . В 1991 году Джеймс и Грант Уилсон-Кларидж основали Rephlex Records для продвижения «инноваций в жанре Acid — любимого и непонятого жанра хаус-музыки, забытого некоторыми и действительно нового для других, особенно в Британии».В 1992 году Джеймс выпустил Xylem Tube EP и Digeridoo
Джеймс не вносил никакого творческого вклада и был против выпуска этого сборника, обвиняя R&S в том, что они «выжимают из меня как можно больше денег, поскольку знают, что я не собираюсь давать им больше никаких записей»

## Критический приём
Сайт Allmusic поставил сборнику 4 из 5 звёзд

## Трек лист
| №                   | Название                               | Длительность |
| ------------------- | -------------------------------------- | ------------ |
| 1.                  | «Digeridoo»                            | 7:12         |
| 2.                  | «Flaphead»                             | 7:00         |
| 3.                  | «Phloam»                               | 5:33         |
| 4.                  | «Isopropanol»                          | 6:23         |
| 5.                  | «Polynomial-C»                         | 4:46         |
| 6.                  | «Tamphex (Hedphuq mix)»                | 6:31         |
| 7.                  | «Phlange Phace»                        | 5:22         |
| 8.                  | «Dodeccaheedron»                       | 6:08         |
| 9.                  | «Analogue Bubblebath»                  | 4:46         |
| 10.                 | «Metapharstic»                         | 4:33         |
| 11.                 | «We Have Arrived (Aphex Twin QQT mix)» | 4:23         |
| 12.                 | «We Have Arrived (Aphex Twin TTQ mix)» | 5:06         |
| 13.                 | «Digeridoo (live in Cornwall, 1990)»   | 6:21         |
| Общая длительность: | Общая длительность:                    | 74:03        |